# Batinovakosza
Batinovakosza (horvátul: Batinova Kosa) falu Horvátországban, Sziszek-Monoszló megyében. Közigazgatásilag Topuszkához tartozik.

## Fekvése
Sziszektől légvonalban 35, közúton 46 km-re délnyugatra, községközpontjától légvonalban 5, közúton 7 km-re északra, az úgynevezett Báni-végvidéken, a 6-os számú főúttól északra, az Alsócsemernice és Šatornja közötti dombvidék enyhe lejtőin fekszik.

## Története
A vidék az 1593 és 1699 között dúlt török háborúkban teljesen elpusztult. A karlócai békével ez a terület is felszabadult a török megszállás alól, majd a Katonai határőrvidék része lett. A 17. század végétől  a hódoltság területéről menekülő szerb lakosság települt ide. A falu 1773-ban az első katonai felmérés térképén „Dorf Batinova Kosza” néven szerepel. A katonai közigazgatás 1881-ig tartott. Ezután Zágráb vármegye Vrginmosti járásának része volt. A településnek 1857-ben 93, 1910-ben 383 lakosa volt. 1918-ban a Szerb-Horvát-Szlovén Királyság, majd 1929-ben Jugoszlávia része lett. A lakossága szerb nemzetiségű volt. 1941 és 1945 között a falu a Független Horvát Állam része volt. Batinovakosza szerb lakosságából is sokan csatlakoztak a horvát erők elleni felkeléshez. Bosszúból az usztasák megkezdték a megtorló intézkedéseket, a térség szerb lakosságának kiirtását. A megtorlásoknak a faluból  az akkori lakosság fele, 235 helyi lakos, köztük sok nő és gyermek esett áldozatul. A falut teljesen lerombolták. A települést 1943-ig usztasa erők uralták, ekkor azonban partizán alakultok vonták ellenőrzésük alá. A délszláv háború idején 1991 szeptemberében lakossága  a szerb erőket támogatta. A horvát hadsereg a Vihar hadművelet keretében 1995. augusztus 7-én foglalta vissza. Szerb lakossága elmenekült, de később többen visszatértek. A háború után megindult az újjáépítés. A településnek 2011-ben 50 lakosa volt.

## Lakosság
| Lakosság változása | Lakosság változása | Lakosság változása | Lakosság változása | Lakosság változása | Lakosság változása | Lakosság változása | Lakosság változása | Lakosság változása | Lakosság változása | Lakosság változása | Lakosság változása | Lakosság változása | Lakosság változása | Lakosság változása | Lakosság változása |
| ------------------ | ------------------ | ------------------ | ------------------ | ------------------ | ------------------ | ------------------ | ------------------ | ------------------ | ------------------ | ------------------ | ------------------ | ------------------ | ------------------ | ------------------ | ------------------ |
| 1857               | 1869               | 1880               | 1890               | 1900               | 1910               | 1921               | 1931               | 1948               | 1953               | 1961               | 1971               | 1981               | 1991               | 2001               | 2011               |
| 93                 | 316                | 289                | 344                | 394                | 383                | 374                | 430                | 184                | 214                | 217                | 168                | 165                | 159                | 37                 | 50                 |